# 苏瓦河畔尚特梅勒
苏瓦河畔尚特梅勒（法語：Chantemerle-sur-la-Soie）是法国滨海夏朗德省的一个市镇，位于该省中北部，属于圣让当热利区。该市镇总面积5.72平方公里，2009年时的人口为185人。

## 人口
苏瓦河畔尚特梅勒人口变化图示